# Titanic Days
Titanic Days — четвёртый студийный альбом Кирсти Макколл выпущенный в 1993 году. Содержал одиннадцать треков. На европейском рынке работу выпустила компания ZTT Records, в США — I.R.S. Records. В 2005 год пластинка была ремастирована и переиздана вместе с вторым, дополнительным диском с неальбомными треками и некоторыми концертными записями, включая кавер-версию «Miss Otis Regrets». В 2012 году Salvo/ZTT выпустили ещё одно ремастированное двухдисковое переиздание альбома, на этот раз дополнительный диск содержал запись концертного выступления певицы на фестивале Fleadh Cheoil.

## Список композиций
Слова и музыка всех песен — написаны Кирсти Макколл и Марком Невином, если не указано иное.
| №   | Название                      | Автор(ы)                    | Длительность |
| --- | ----------------------------- | --------------------------- | ------------ |
| 1.  | «You Know It’s You»           |                             | 3:59         |
| 2.  | «Soho Square»                 |                             | 4:24         |
| 3.  | «Angel»                       | Кирсти Макколл              | 5:08         |
| 4.  | «Last Day of Summer»          |                             | 4:20         |
| 5.  | «Bad»                         | Кирсти Макколл              | 2:45         |
| 6.  | «Can’t Stop Killing You»      | Кирсти Макколл, Джонни Марр | 4:10         |
| 7.  | «Titanic Days»                |                             | 5:43         |
| 8.  | «Don’t Go Home»               |                             | 4:09         |
| 9.  | «Big Boy on a Saturday Night» |                             | 3:56         |
| 10. | «Just Woke Up»                | Кирсти Макколл, Дэйв Раффи  | 4:01         |
| 11. | «Tomorrow Never Comes»        |                             | 4:46         |

## Позиции в хит-парадах
Еженедельные чарты:
| Год       | Хит-парад                              | Высшая позиция | Пребывание |
| --------- | -------------------------------------- | -------------- | ---------- |
| 1993—1994 | Австралия (ARIA)                       | 187            | нет данных |
| 1993—1994 | Великобритания (Physical Albums Chart) | 47             | 2 недели   |
| 1993—1994 | Великобритания (UK Albums Chart)       | 47             | 2 недели   |